# Indianapolis 500 2004
Indianapolis 500 2004 – 88. edycja wyścigu rozegranego na torze Indianapolis Motor Speedway 30 maja 2004 roku w ramach sezonu 2004 serii IRL IndyCar Series. Udział w nim wzięło 33 kierowców z 8 krajów. Wyścig został zakończony po przejechaniu 180 z zaplanowanych 200 okrążeń z powodu opadów deszczu, burzy i tornada przechodzącego zaledwie sześć mil od toru.

## Ustawienie na starcie
| Linia | Wewnątrz | Wewnątrz         | Na środku | Na środku             | Na zewnątrz | Na zewnątrz         |
| ----- | -------- | ---------------- | --------- | --------------------- | ----------- | ------------------- |
| 1     | 15       | Buddy Rice       | 26        | Dan Wheldon           | 27          | Dario Franchitti    |
| 2     | 36       | Bruno Junqueira  | 11        | Tony Kanaan           | 5           | Adrián Fernández    |
| 3     | 17       | Vítor Meira      | 3         | Hélio Castroneves (W) | 55          | Kōsuke Matsuura (R) |
| 4     | 4        | Tomas Scheckter  | 6         | Sam Hornish Jr.       | 16          | Roger Yasukawa      |
| 5     | 1        | Scott Dixon      | 2         | Mark Taylor (R)       | 10          | Darren Manning (R)  |
| 6     | 52       | Ed Carpenter (R) | 20        | Al Unser Jr. (W)      | 70          | Robby Gordon        |
| 7     | 39       | Sarah Fisher     | 8         | Scott Sharp           | 14          | A.J. Foyt IV        |
| 8     | 41       | Larry Foyt (R)   | 51        | Alex Barron           | 7           | Bryan Herta         |
| 9     | 24       | Felipe Giaffone  | 12        | Toranosuke Takagi     | 13          | Greg Ray            |
| 10    | 91       | Buddy Lazier (W) | 21        | Jeff Simmons (R)      | 33          | Richie Hearn        |
| 11    | 98       | P.J. Jones (R)   | 25        | Marty Roth (R)        | 18          | Robby McGehee       |

- (W) = wygrał w przeszłości Indianapolis 500
- (R) = pierwszy start w Indianapolis 500

Nie zakwalifikowali się:

#10  Luis Díaz

#14  Jaques Lazier

## Wyścig
| P                                               | Start                                      | Nr                                         | Kierowca                                   | N                                          | S                                          | Okrążeń                                    | NP                                         | Czas/Powód wycofania                      | Zespół                                    | Punkty                                    |
| ----------------------------------------------- | ------------------------------------------ | ------------------------------------------ | ------------------------------------------ | ------------------------------------------ | ------------------------------------------ | ------------------------------------------ | ------------------------------------------ | ----------------------------------------- | ----------------------------------------- | ----------------------------------------- |
| 1                                               | 1                                          | 15                                         | Buddy Rice                                 | G                                          | H                                          | 180                                        | 91                                         | 3:14:55.2395                              | Rahal Letterman Racing                    | 50+3                                      |
| 2                                               | 5                                          | 11                                         | Tony Kanaan                                | D                                          | H                                          | 180                                        | 28                                         |                                           | Andretti Green Racing                     | 40                                        |
| 3                                               | 2                                          | 26                                         | Dan Wheldon                                | D                                          | H                                          | 180                                        | 26                                         |                                           | Andretti Green Racing                     | 35                                        |
| 4                                               | 23                                         | 7                                          | Bryan Herta                                | D                                          | H                                          | 180                                        | 3                                          |                                           | Andretti Green Racing                     | 32                                        |
| 5                                               | 4                                          | 36                                         | Bruno Junqueira                            | G                                          | H                                          | 180                                        | 16                                         |                                           | Newman/Haas Racing                        | 30                                        |
| 6                                               | 7                                          | 17                                         | Vítor Meira                                | G                                          | H                                          | 180                                        | 0                                          |                                           | Rahal Letterman Racing                    | 28                                        |
| 7                                               | 6                                          | 5                                          | Adrián Fernández                           | G                                          | H                                          | 180                                        | 3                                          |                                           | Fernández Racing                          | 26                                        |
| 8                                               | 13                                         | 1                                          | Scott Dixon                                | G                                          | T                                          | 180                                        | 0                                          |                                           | Chip Ganassi Racing                       | 24                                        |
| 9                                               | 8                                          | 3                                          | Hélio Castroneves                          | D                                          | T                                          | 180                                        | 0                                          |                                           | Team Penske                               | 22                                        |
| 10                                              | 12                                         | 16                                         | Roger Yasukawa                             | G                                          | H                                          | 180                                        | 0                                          |                                           | Rahal Letterman Racing                    | 20                                        |
| 11                                              | 9                                          | 55                                         | Kōsuke Matsuura (R)                        | G                                          | H                                          | 180                                        | 0                                          |                                           | Super Aguri Fernández Racing              | 19                                        |
| 12                                              | 24                                         | 51                                         | Alex Barron                                | D                                          | C                                          | 180                                        | 3                                          |                                           | Team Cheever                              | 18                                        |
| 13                                              | 20                                         | 8                                          | Scott Sharp                                | D                                          | T                                          | 180                                        | 0                                          |                                           | Kelley Racing                             | 17                                        |
| 14                                              | 3                                          | 27                                         | Dario Franchitti                           | D                                          | H                                          | 180                                        | 1                                          |                                           | Andretti Green Racing                     | 16                                        |
| 15                                              | 25                                         | 24                                         | Felipe Giaffone                            | D                                          | C                                          | 179                                        | 0                                          | +1 okrążenie                              | Dreyer & Reinbold Racing                  | 15                                        |
| 16                                              | 29                                         | 21                                         | Jeff Simmons (R)                           | D                                          | T                                          | 179                                        | 0                                          | +1 okrążenie                              | Mo Nunn Racing                            | 14                                        |
| 17                                              | 17                                         | 20                                         | Al Unser Jr.                               | D                                          | C                                          | 179                                        | 0                                          | +1 okrążenie                              | Patrick Racing                            | 13                                        |
| 18                                              | 10                                         | 4                                          | Tomas Scheckter                            | D                                          | C                                          | 179                                        | 0                                          | +1 okrążenie                              | Panther Racing                            | 12                                        |
| 19                                              | 26                                         | 12                                         | Toranosuke Takagi                          | D                                          | T                                          | 179                                        | 0                                          | +1 okrążenie                              | Mo Nunn Racing                            | 12                                        |
| 20                                              | 30                                         | 33                                         | Richie Hearn                               | G                                          | T                                          | 178                                        | 0                                          | +2 okrążenia                              | Sam Schmidt Motorsports                   | 12                                        |
| 21                                              | 19                                         | 39                                         | Sarah Fisher                               | D                                          | T                                          | 177                                        | 0                                          | +3 okrążenia                              | Kelley Racing                             | 12                                        |
| 22                                              | 33                                         | 18                                         | Robby McGehee                              | D                                          | C                                          | 177                                        | 0                                          | +3 okrążenia                              | PDM Racing                                | 12                                        |
| 23                                              | 28                                         | 91                                         | Buddy Lazier                               | D                                          | C                                          | 164                                        | 0                                          | Układ paliwowy                            | Hemelgarn Racing                          | 12                                        |
| 24                                              | 32                                         | 25                                         | Marty Roth (R)                             | D                                          | T                                          | 128                                        | 0                                          | Wypadek                                   | Roth Racing                               | 12                                        |
| 25                                              | 15                                         | 10                                         | Darren Manning (R)                         | G                                          | T                                          | 104                                        | 0                                          | Wypadek                                   | Chip Ganassi Racing                       | 10                                        |
| 26                                              | 11                                         | 6                                          | Sam Hornish Jr.                            | D                                          | T                                          | 104                                        | 9                                          | Wypadek                                   | Team Penske                               | 10                                        |
| 27                                              | 27                                         | 13                                         | Greg Ray                                   | G                                          | H                                          | 98                                         | 0                                          | Wypadek                                   | Access Motorsports                        | 10                                        |
| 28                                              | 31                                         | 98                                         | P.J. Jones (R)                             | D                                          | C                                          | 92                                         | 0                                          | Wypadek                                   | CURB/Agajanian/Beck Motorsports           | 10                                        |
| 29                                              | 18                                         | 70                                         | Robby Gordon Jaques Lazier                 | D                                          | C                                          | 88                                         | 0                                          | Awaria mechaniczna                        | Robby Gordon Motorsports                  | 10                                        |
| 30                                              | 14                                         | 2                                          | Mark Taylor (R)                            | D                                          | C                                          | 62                                         | 0                                          | Wypadek                                   | Panther Racing                            | 10                                        |
| 31                                              | 16                                         | 52                                         | Ed Carpenter (R)                           | D                                          | C                                          | 62                                         | 0                                          | Wypadek                                   | Team Cheever                              | 10                                        |
| 32                                              | 22                                         | 41                                         | Larry Foyt (R)                             | G                                          | T                                          | 54                                         | 0                                          | Wypadek                                   | A.J. Foyt Enterprises                     | 10                                        |
| 33                                              | 21                                         | 14                                         | A.J. Foyt IV                               | D                                          | T                                          | 14                                         | 0                                          | Złe prowadzenie                           | A.J. Foyt Enterprises                     | 10                                        |
| P                                               | Start                                      | Nr                                         | Kierowca                                   | N                                          | S                                          | Okrążeń                                    | NP                                         | Czas/Powód wycofania                      | Zespół                                    | Punkty                                    |
| Zmiany na prowadzeniu: 17 pomiędzy 9 kierowcami |                                            |                                            |                                            |                                            |                                            |                                            |                                            |                                           |                                           |                                           |
| Neutralizacje: 8 (56 okrążeń)                   |                                            |                                            |                                            |                                            |                                            |                                            |                                            |                                           |                                           |                                           |
| *N Nadwozie: D=Dallara, G=G-Force (Panoz)       | *N Nadwozie: D=Dallara, G=G-Force (Panoz)  | *N Nadwozie: D=Dallara, G=G-Force (Panoz)  | *N Nadwozie: D=Dallara, G=G-Force (Panoz)  | *N Nadwozie: D=Dallara, G=G-Force (Panoz)  | *N Nadwozie: D=Dallara, G=G-Force (Panoz)  | *N Nadwozie: D=Dallara, G=G-Force (Panoz)  | *S Silnik: C=Chevrolet, H=Honda, T=Toyota  | *S Silnik: C=Chevrolet, H=Honda, T=Toyota | *S Silnik: C=Chevrolet, H=Honda, T=Toyota | *S Silnik: C=Chevrolet, H=Honda, T=Toyota |
| Wszystkie samochody używały opon Firestone      | Wszystkie samochody używały opon Firestone | Wszystkie samochody używały opon Firestone | Wszystkie samochody używały opon Firestone | Wszystkie samochody używały opon Firestone | Wszystkie samochody używały opon Firestone | Wszystkie samochody używały opon Firestone | Wszystkie samochody używały opon Firestone | *NP – liczba okrążeń na prowadzeniu       | *NP – liczba okrążeń na prowadzeniu       | *NP – liczba okrążeń na prowadzeniu       |

- Wyścig przerwany z powodu deszczu na 27 okrążeniu.
- Wyścig przerwany z powodu deszczu na 180 okrążeniu i nie wznowiony już z powodu zbyt późnej pory.
- Robby Gordon podczas pierwszej przerwy deszczowej poleciał do Charlotte aby wziąć udział w wyścigu NASCAR. Jego miejsce w samochodzie zajął Jaques Lazier kontynuując wyścig.